# لوحات تسجيل المركبات في تونس

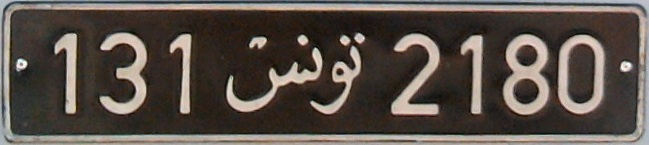
لوحة تسجيل سيارة أو حافلة أو شاحنة تونسية خاصة

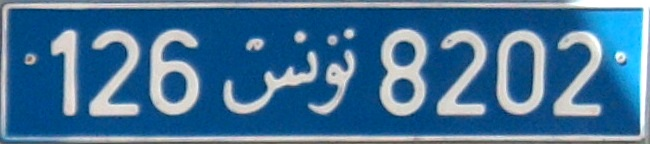
لوحة تسجيل سيارة للكراء (وهي تتميز عن اللوحات العادية الخاصة بلون خلفيتها الأزرق)

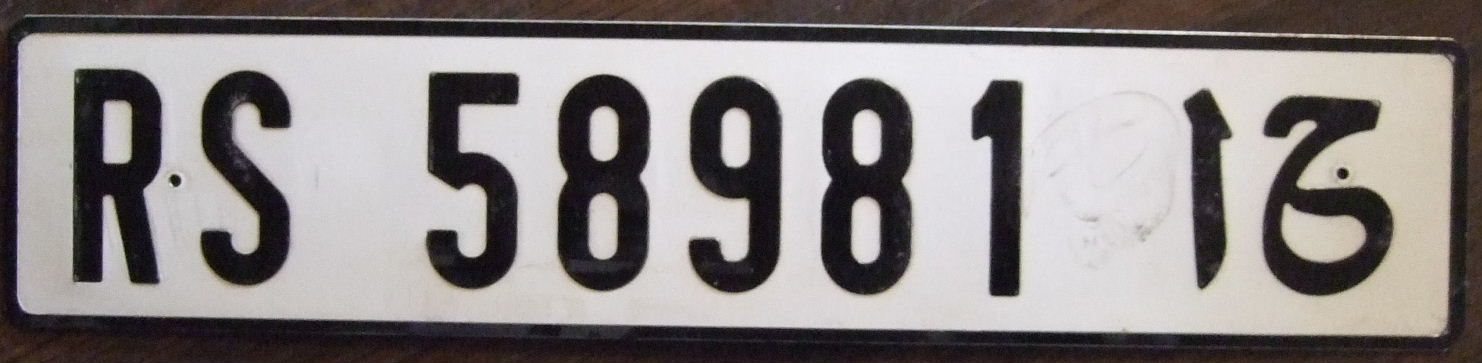
لوحة تسجيل سيارة لم يتم استخلاص المعاليم الجمركية لها (قبل عام 2002)

لوحات تسجيل المركبات في تونس (اللوحات المنجمية) هي نظام تسجيل المركبات (من سيارات وشاحنات وحافلات ودراجات نارية والمجرورات ومعدات فلاحية وصناعية ونحوها) في تونس.
يتم تسجيل المركبات التالية من طرف وزارة النقل:
- السيارات،
- المجرورات وأنصاف المجرورات التي يتجاوز وزنها الجملي المرخص فيه خمسمائة كغ.
- الآلات والمعدات الفلاحية ومعدات الأشغال العمومية والمعدات الصناعية والأدوات الخاصة المستعملة على الطرقات،
- الدراجات النارية المتوسطة والكبيرة والدراجات النارية ذات ثلاث أو أربع عجلات.

ويتم تسجيلها بإحدى السلاسل التالية:
- السلاسل العادية،
- السلاسل الخاصة،
- السلاسل الوقتية.

كما تسند أرقام خاصة للعربات والمعدات والأدوات الخاصة التابعة:
- لقوات الأمن الداخلي من طرف وزارة الداخلية،
- للدفاع الوطني من طرف وزارة الدفاع الوطني،
- للديوانة من طرف وزارة المالية.

## أصناف سلاسل التسجيل في تونس

### السلاسل العادية

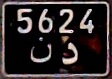
لوحة تسجيل دراجة نارية

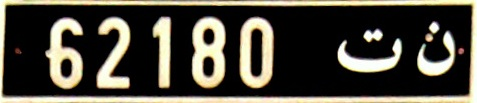
لوحة تسجيل مركبة لشخص مستفيد بنظام توريدي توقيفي

السلاسل العادية هي:

1. السلسلة التي يرمز لها بالحرفين الأولين لعبارة «جرار فلاحي» بالعربية.
تسجل بهذه السلسلة الجرارات الفلاحية، ويتكون رقم التسجيل من الحرفين «ج ف» وعدد رتبي.
2. السلسلة التي يرمز لها بالحرفين الأولين لعبارة «عربة مجرورة» باللغة العربية.
تسجل بهذه السلسلة المجرورات وأنصاف المجرورات، ويتكون رقم التسجيل من الحرفين «ع م» وعدد رتبي.
3. السلسلة التي يرمز لها بالحرفين الأولين لعبارة «آلة فلاحية» باللغة العربية.
تسجل بهذه السلسلة العربات والمعدات الفلاحية المستعملة على الطرقات باستثناء الجرارات والمجرورات الفلاحية، ويتكون رقم التسجيل من الحرفين «أ ف» وعدد رتبي.
4. السلسلة التي يرمز لها بالحرفين الأولين لعبارة «معدة خاصة» باللغة العربية.
تسجل بهذه السلسلة معدات الأشغال العمومية والمعدات الصناعية والمعدات الخاصة المستعملة على الطرقات، ويتكون رقم التسجيل من الحرفين «م خ» وعدد رتبي.
5. السلسلة التي يرمز لها بالحرفين الأولين لعبارة «دراجة نارية» باللغة العربية.
تسجل بهذه السلسلة الدراجات النارية المتوسطة والكبيرة والدراجات النارية ذات ثلاث أو أربع عجلات، ويتكون رقم التسجيل من الحرفين «د ن» وعدد رتبي.
6. السلسلة التي يرمز لها بالحرفين الأولين لعبارة «نظام توقيفي» باللغة العربية.
تسجل بهذه السلسلة العربات التي هي على ملك أشخاص يستفيدون بنظام توريدي توقيفي، ويتكون رقم التسجيل من الحرفين «ن ت» وعدد رتبي.

### المركبات الحكومية

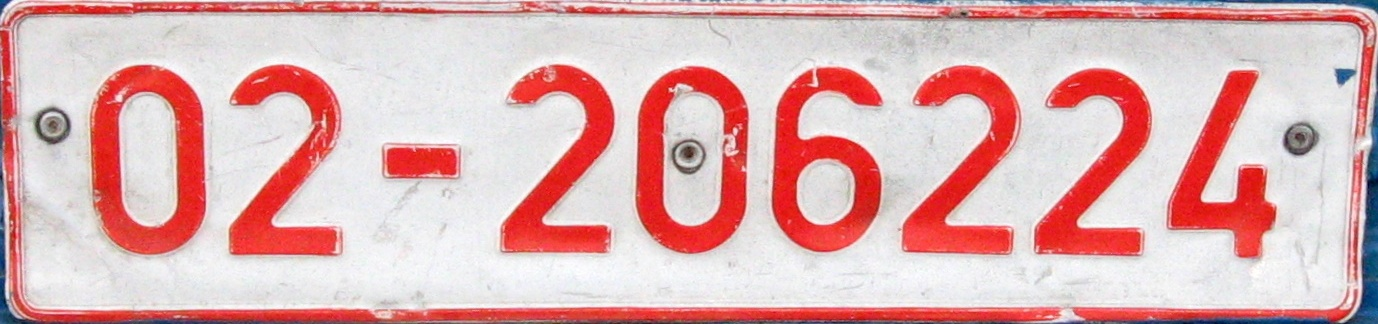
لوحة تسجيل مركبة تابعة لوزارة الداخلية والتنمية المحلية (ما عدا الشرطة والحرس الوطني والحماية المدنية. الرقم 02 على اليسار يشير إلى وزارة الداخلية والتنمية المحلية)
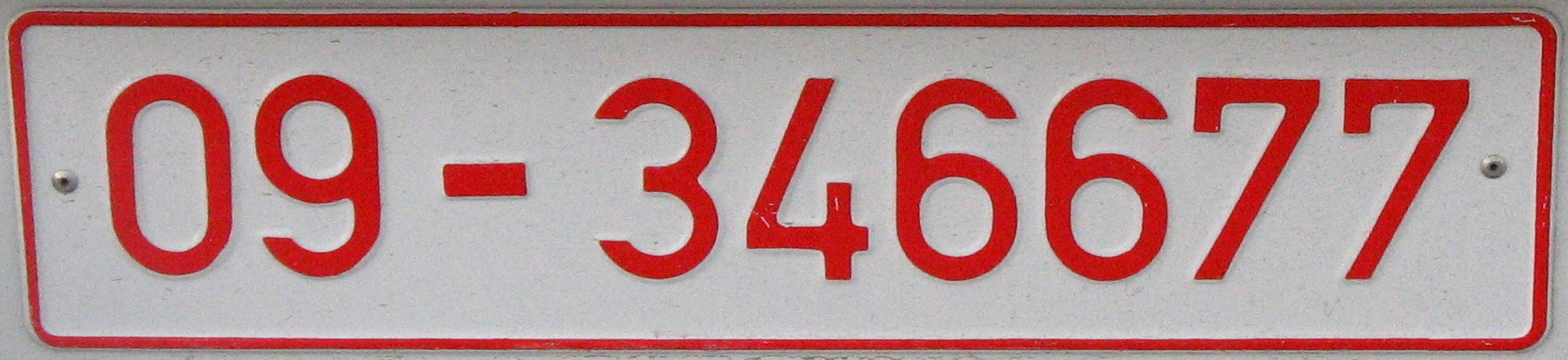
لوحة تسجيل مركبة تابعة لوزارة الصناعة (الرقم 09 على اليسار يشير إلى وزارة الصناعة)
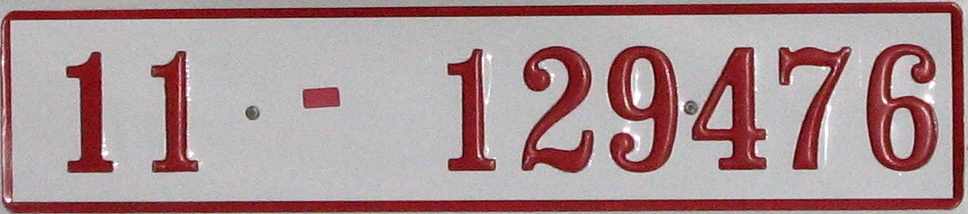
لوحة تسجيل مركبة تابعة لوزارة الفلاحة والموارد المائية والصيد البحري (الرقم 11 على اليسار يشير إلى وزارة الفلاحة والموارد المائية والصيد البحري)
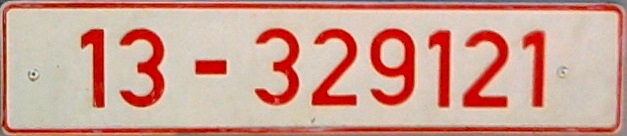
لوحة تسجيل مركبة تابعة لوزارة التجهيز والإسكان والتهيئة الترابية (الرقم 13 على اليسار يشير إلى وزارة التجهيز والإسكان والتهيئة الترابية)
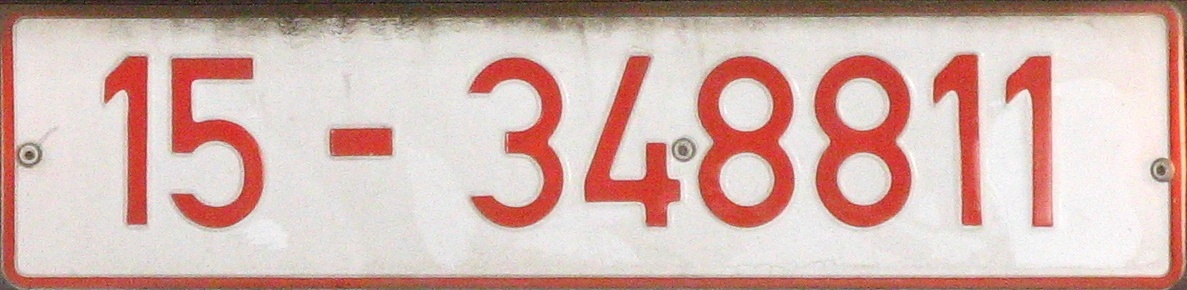
لوحة تسجيل مركبة تابعة لوزارة النقل (الرقم 15 على اليسار يشير إلى وزارة النقل)
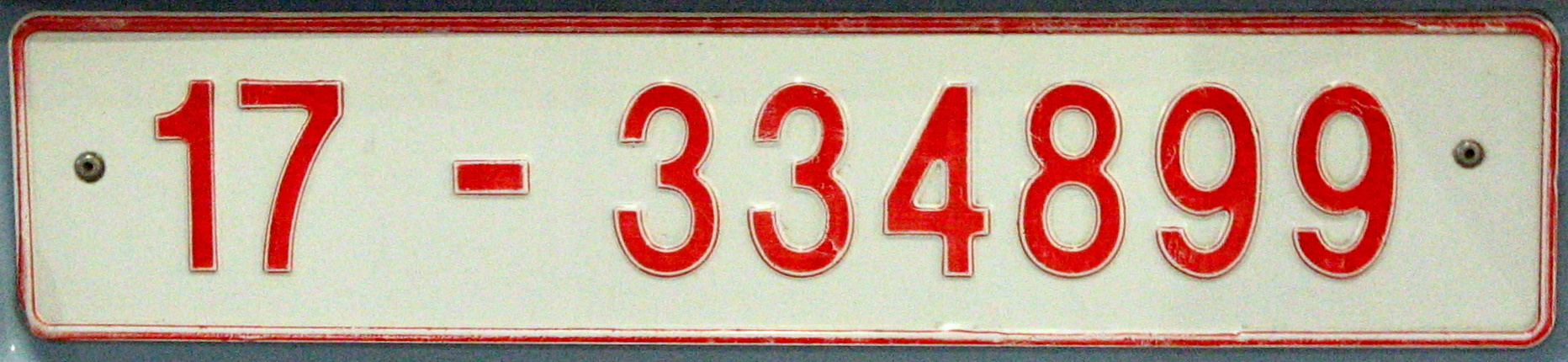
لوحة تسجيل مركبة تابعة لوزارة تكنولوجيا الاتصالات
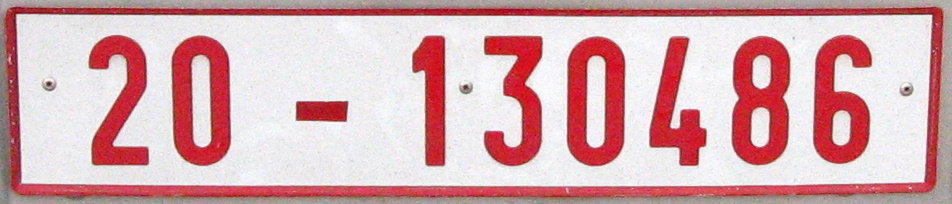
لوحة تسجيل سيارة أو سيارة إسعاف تابعة لوزارة الصحة العمومية (الرقم 20 على اليسار يشير إلى وزارة الصحة العمومية)

### الوزارات
| الرقم | الوزارة                       |
| ----- | ----------------------------- |
| 01    | رئاسة الحكومة                 |
| 02    | وزارة الداخلية                |
| 03    | وزارة العدل                   |
| 04    | وزارة الشؤون الخارجية         |
| 05    | وزارة الدفاع الوطني           |
| 06    | وزارة الشؤون الدينية          |
| 07    | وزارة التنمية والإستثمار      |
| 08    | وزارة المالية                 |
| 09    | وزارة الصناعة                 |
| 10    | وزارة التجارة                 |
| 11    | وزارة الفلاحة                 |
| 12    | وزارة أملاك الدولة            |
| 13    | وزارة التجهيز                 |
| 14    | وزارة البيئة                  |
| 15    | وزارة النقل                   |
| 16    | وزارة السياحة                 |
| 17    | وزارة الاتصالات (حذفت)        |
| 18    | وزارة التعليم العالي          |
| 19    | وزارة الثقافة                 |
| 20    | وزارة الصحة                   |
| 21    | وزارة الشؤون الاجتماعية       |
| 22    | وزارة التشغيل والتكوين المهني |
| 23    | وزارة الشباب والرياضة         |

### الدبلوماسية
| الرقم | الوزارة                     |
| ----- | --------------------------- |
| 22    | سفارة الولايات المتحدة      |
| 31    | سفارة إيران                 |
| 45    | سفارة إيطاليا               |
| 45    | سفارة بولندا                |
| 60    | سفارة فنزويلا               |
| 67    | سفارة جمهورية الكونغو       |
| 72    | سفارات دول الاتحاد الأوروبي |